# Monumento al Marinaio d’Italia

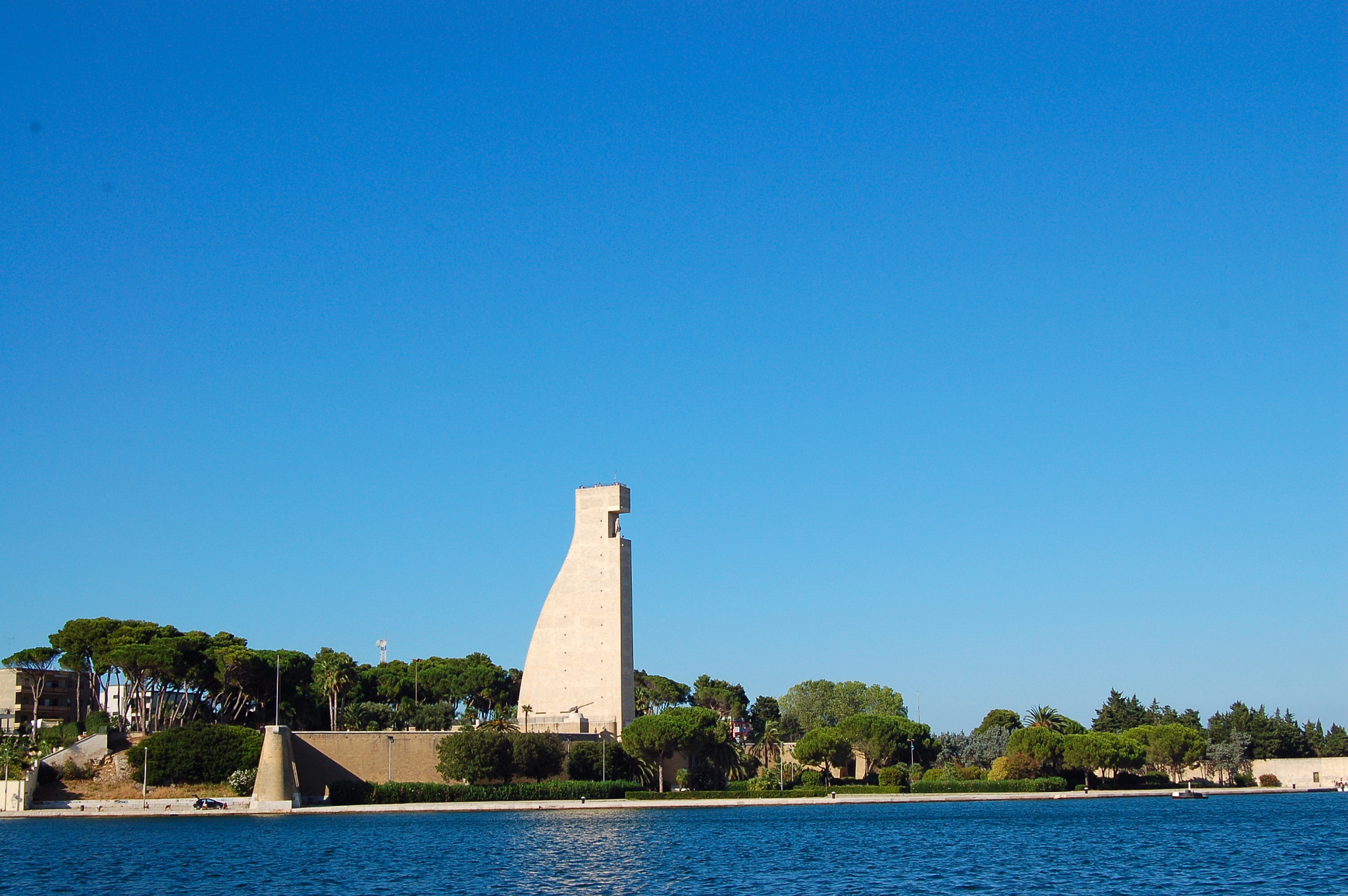
Monumento al Marinaio d’Italia

Monumento al Marinaio d’Italia är ett minnesmonument i Brindisi, Italien. Det uppfördes 1932–1933 till minne av italienska sjömän som stupat i första världskriget. Monumentet ligger på Posillipostranden vid den inre hamnen. Tornet är byggt i betong och klätt i carparosten från Apulien.